# Матьковські Пасіки
Матьковські Пасіки (біл. вёска Мацькоўскі Пасекі) — село в складі Вілейського району Мінської області, Білорусь. Село підпорядковане Ольковицькій сільській раді, розташоване в північній частині області.